# Oberonia elongata
Oberonia elongata är en orkidéart som beskrevs av Henry Nicholas Ridley. Oberonia elongata ingår i släktet Oberonia och familjen orkidéer. Inga underarter finns listade i Catalogue of Life.